# Richard Gariseb
Richard Gariseb est un footballeur namibien né le 3 février 1980. Il joue au poste de milieu de terrain.
Il a participé à la Coupe d'Afrique des nations 2008 avec l'équipe de Namibie.

## Carrière
- 1999-00 : Orlando Pirates Windhoek ( Namibie)
- 2000-03 : Orlando Pirates ( Afrique du Sud)
- 2003-05 : Orlando Pirates Windhoek  ( Namibie)
- 2005-07 : Wits University ( Afrique du Sud)
- 2007-08 : Orlando Pirates Windhoek ( Namibie)
- 2008- : Wits University ( Afrique du Sud)